# Parafia św. Józefa w Chodkowie Nowym
Parafia św. Józefa w Chodkowie Nowym – parafia rzymskokatolicka znajdująca się w Chodkowie i należąca do diecezji sandomierskiej w dekanacie Koprzywnica. Parafia została erygowana w 1981 roku.
Do parafii należą: Bogoria, Chodków Nowy, Chodków Stary, Gągolin, Kępa Nagnajewska, Łążek, Piaseczno, Przewłoka.
Pierwsze informacje na temat wsi Chodków pochodzą z 1257 r., kiedy została ona nadana klasztorowi klarysek w Zawichoście. Chodków znajdował się na terenie parafii Łoniów. W 1864 r. dzierżawca tej miejscowości ufundował w niej murowaną kaplicę. Po II wojnie światowej podjęto próby utworzenia w Chodkowie parafii, co spotkało się z niechęcią władz komunistycznych. Z tego względu w styczniu 1970 r. postanowiono rozbudować bez odpowiednich pozwoleń XIX-wieczną kapliczkę. Władze państwowe wydały wówczas nakaz rozbiórki obiektu, co spotkało się z buntem miejscowych wiernych. 8 marca 1970 r. miała miejsce milicyjna „pacyfikacja” uczestników buntu. Ostatecznie kościół wybudowano w innym miejscu w połowie lat 70. Parafia Chodków została erygowana w 1981 r. Kościół parafialny pw. św. Józefa wzniesiony został w latach 1974-1976 według projektu arch. Stanisława Preussa. Pracami budowlanymi kierował ks. Henryk Malczyk. Uroczystego poświęcenia świątyni dokonał bp W. Wójcik w 1982 r. Wewnętrzny wystrój według projektu mgr. arch. W. Pawłowskiej wykonano pod kierunkiem ks. Mariana Brodeckiego. W 2008 r. zakończono budowę wieży przykościelnej według projektu J. Jakubka. Świątynia jest budowlą stylową, modernistyczną, choć po późniejszej przebudowie zatraciła cechy czystego stylu. Powstał dwuspadowy dach z sygnaturką, zaś obok – wolnostojąca wieża-dzwonnica z kaplicą pogrzebową w przyziemiu. Kościół jest halowy, o prostopadłościennej bryle, z takąż przybudówką z kruchtą i chórem muzycznym oraz prezbiterium. Ściany naw porozcinane są podłużnymi, modernistycznymi witrażami oraz imitującymi okna wnękami. Prezbiterium oddzielone zostało od nawy jedyną w budowli łukową arkadą i doświetlone rzędami małych okienek w formie krzyży greckich, powielonych przez celowo zaprojektowane kinkiety. Dekoracja wnętrza jest nowoczesna, stylowa i zharmonizowana. Składa się na nią ceramiczna mozaika Ostatniej Wieczerzy w ołtarzu głównym, płaskorzeźbione stacje Drogi Krzyżowej oraz białe figury świętych.